# 大倉弘
大倉 弘（おおくら ひろむ、1910年（明治43年）2月17日 - 2005年（平成17年）12月6日）は、日本の実業家。月桂冠株式会社元代表取締役会長・相談役。

## 来歴
1910年（明治43年）2月17日、大倉恒吉の五男として京都府京都市に生まれる。
1934年（昭和9年）3月、神戸商業大学（現・神戸大学）を卒業後、翌年の1935年（昭和10年）5月、第一銀行大阪支店に入行する。
1938年（昭和13年）4月、退行し、同年5月大倉常吉商店（現・月桂冠）株式会社に入社、同年6月取締役に就任。
1945年（昭和19年）2月、大倉酒造株式会社に社名変更、専務取締役、副社長を経て、1970年（昭和45年）6月社長に就任。1987年（昭和62年）4月、月桂冠株式会社に社名変更、1992年（平成4年）6月会長に就任した。尚、この間に1973年（昭和48年）2月、京都府酒造組合連合会会長、1978年（昭和53年）6月日本酒造組合中央会理事および同会近畿支部長などを歴任した。
第26回食品産業功労賞受賞。

## 家族
- 父・治右衛門（1837年 - 1886年10月）
- 母・ヱイ（1845年、1846年 - 1923年11月2日）
- 兄・治一
- 甥・敬一
- 姪孫・治彦
- 姪孫・崇裕